# Nœux-les-Mines
Nœux-les-Mines é uma comuna francesa na região administrativa de Altos da França, no departamento de Pas-de-Calais. Estende-se por uma área de 8,8 km².